# Eleutheria (Beckett)
Eleutheria è un'opera teatrale in tre atti scritta nel 1947 dal drammaturgo Samuel Beckett. 

## Genesi e diffusione
Rimasta inedita per molti anni, è stata pubblicata per la prima volta in inglese nel 1995, sulla base di una traduzione che l'autore aveva concordato con Barney Rosset nel 1989, rimandando poi la pubblicazione, intrapresa da quest'ultimo dopo la morte dell'autore.
Jérôme Lindon, che si occupava delle pubblicazioni di Beckett in francese era contrario alla pubblicazione, considerando l'opera solo uno studio, poi in parte riassorbito dalle opere successive. Nonostante gli eredi non ammettano la sua messa in scena, alcune rappresentazioni sono state fatte comunque in forma privata. Traduzioni inglesi di Michael Brodsky (1995) e Barbara Wright (1996) e l'originale francese (presso le Éditions de Minuit nel 1995) sono state stampate, ma la controversia critica, anche con alcuni aspetti legali, non è del tutto conclusa.

## Trama
Il dramma racconta gli sforzi di un giovane borghese, Victor Krap, di liberarsi della famiglia e della società in cui vive, mentre si fa però mantenere dalle mance che gli passa la madre. Il titolo, dal greco ελευθερία significa "libertà".

## Edizioni
- Samuel Beckett, Eleutheria, New York: Foxrock, 1995
- Samuel Beckett, Eleutheria, Paris: Minuit, 1995